# エマニュエル・ジャシ
- エマニュエル・ギャシ

エマニュエル・ジャシ（Emmanuel Gyasi, 1994年1月11日 - ）は、イタリア・パレルモ出身のサッカー選手。ガーナ代表。エンポリFC所属。ポジションはフォワード。

## 経歴

### クラブ
1994年1月11日、ガーナ人の両親のもと、イタリア・シチリア島のパレルモに生まれた。4歳から11歳までガーナで過ごしたのちイタリアに戻り、その後USプロ・ヴェルチェッリを経てトリノFCの下部組織に加入した。2013年にはクラブと4年間の契約で初のプロ契約を結んだ。
2014年7月5日、レガ・プロのACピサ1909に期限付き移籍で加入。冬の移籍市場期間である2015年1月には、同じくレガ・プロのマントヴァFCに期限付き移籍で加入した。
2015年8月31日、レガ・プロのカッラレーゼ・カルチョ1908に期限付き移籍で加入した。
2016年7月22日、レガ・プロのUSピストイエーゼ1921に2年契約で加入。しかし、8月19日にはセリエBのスペツィア・カルチョに移籍し、そこからの期限付き移籍の形でピストイエーゼに加わった。
2017年8月16日、セリエCのFCズュートティロールに期限付き移籍で加入した。
翌2018-19シーズンからはスペツィアの一員としてプレー。2年目の2019-20シーズンの昇格プレーオフ1stレグのフロジノーネ・カルチョ戦では、得点を挙げ1-0の勝利に貢献。続く2ndレグは0-1で敗れて計1-1になったものの、リーグ戦においてスペツィアの方が上位だったことにより、クラブ史上初のセリエA昇格を決めた。2020年9月27日、2020-21シーズン開幕節のUSサッスオーロ・カルチョとの試合で先発しセリエAにデビュー。11月29日に行われた第9節カリアリ・カルチョ戦でセリエAでの初得点を決めた。その後も主力として試合を重ねていき、クラブも2年連続でトップリーグ残留。2022-23シーズンにはキャプテンに就任した。しかし、自身は出場停止により欠場した残留プレーオフでエラス・ヴェローナFCに敗れセリエBへの降格が決定。ジャシはレンタル移籍していた期間を除いたスペツィアでの在籍5年間で、公式戦185試合出場26得点の記録を残した。
2023年7月21日、セリエAのエンポリFCに完全移籍で加入した。

### 代表
2021年3月、ガーナ代表に初招集され、25日に行われたアフリカネイションズカップ2021予選の南アフリカ代表戦で先発出場しデビューを果たした。